# 涌井昭治
涌井 昭治（わくい しょうじ、1927年11月29日 - 2012年7月5日）は、日本の新聞記者、ジャーナリスト。九州朝日放送の社長も務めた。

## 経歴
神奈川県横浜市出身。1953年に東京大学文学部を卒業し、同年に朝日新聞社に入社。朝日新聞社では、週刊朝日編集長、取締役などを歴任した。
1989年6月に九州朝日放送専務に就任し副社長を経て、1991年6月から1997年6月までに社長を務め、1997年6月から会長を務めた。
日本雑誌協会の常務理事、理事を歴任した。
2012年7月5日老衰のために死去。84歳没。
著書に「イッピー番外地 アメリカのかくれた顔」と「東京新誌 山手線いまとむかし」がある。